# بریدج پورت (واشینگتن)
بریدج پورت (به انگلیسی: Bridgeport) شهری در شهرستان داگلاس، ایالت واشنگتن است که در سرشماری سال ۲۰۱۰ میلادی، ۲۴۰۹ نفر جمعیت داشته است. 